# Тара (тауншип, округ Траверс, Миннесота)
Тара (англ. Tara) — тауншип в округе Траверс, Миннесота, США. На 2000 год его население составило 126 человек.

## География
По данным Бюро переписи населения США площадь тауншипа составляет 94,3 км², из которых 93,7 км² занимает суша, а 0,6 км² — вода (0,63 %).

## Демография
По данным переписи населения 2000 года здесь находились 126 человек, 46 домохозяйств и 35 семей. Плотность населения —  1,3 чел./км². На территории тауншипа расположено 49 построек со средней плотностью 0,5 построек на один квадратный километр. Расовый состав населения: 100,00 % белых.
Из 46 домохозяйств в 34,8 % воспитывались дети до 18 лет, в 76,1 % проживали супружеские пары и в 23,9 % домохозяйств проживали несемейные люди. 23,9 % домохозяйств состояли из одного человека, при том 10,9 % из — одиноких пожилых людей старше 65 лет. Средний размер домохозяйства — 2,74, а семьи — 3,29 человека.
31,0 % населения — младше 18 лет, 4,0 % — в возрасте от 18 до 24 лет, 23,8 % — от 25 до 44, 21,4 % — от 45 до 64, и 19,8 % — старше 65 лет. Средний возраст — 39 лет. На каждые 100 женщин приходилось 96,9 мужчин. На каждые 100 женщин старше 18 приходилось 117,5 мужчин.
Средний годовой доход домохозяйства составлял 42 813 долларов, а средний годовой доход семьи —  43 438 долларов. Средний доход мужчин —  33 438  долларов, в то время как у женщин — 16 250. Доход на душу населения составил 18 640 долларов. За чертой бедности не находилась ни одна семья и 3,2 % всего населения тауншипа, из которых 6,9 % старше 65 лет.